# Caryocorbula caribaea
Caryocorbula caribaea is een tweekleppigensoort uit de familie van de Corbulidae. De wetenschappelijke naam van de soort is voor het eerst geldig gepubliceerd in 1853 door d’Orbigny.